# Giuseppe Ros
Giuseppe „Bepi” Ros (ur. 22 września 1942 w Mareno di Piave, zm. 17 lutego 2022 w Vittorio Veneto) – włoski pięściarz, który walczył w kategorii ciężkiej. Medalista olimpijski z 1964.
Podczas XVIII Letnich Igrzysk Olimpijskich Tokio 1964 zdobył brązowy medal w wadze ciężkiej (ponad 81 kg), przegrywając w półfinale z Hansem Huberem ze Wspólnej Reprezentacji Niemiec.
Był amatorskim mistrzem Włoch w 1964.
Walczył jako pięściarz zawodowy w latach 1965–1976, wygrywając 42 z 60 walk. Był kilkakrotnie zawodowym mistrzem Włoch w latach 1970–1973. W 1973 walczył bez powodzenia o tytuł zawodowego mistrza Europy wagi ciężkiej EBU, przegrywając z obrońcą tytułu – Joe Bugnerem.